# 麥克·康納威
麥克·康納威（英語：Mike Conaway；1948年6月11日—）是美國的一位政治人物。他自2005年開始擔任德克薩斯州第11選舉區選出的美國眾議院議員。他的黨籍是共和黨。在1970年至1972年，康納威曾經在美國軍隊服役。康納威是美國國會為數不多的擁有會計師資格的議員。